# Llangwm (Conwy)
Pour les articles homonymes, voir Llangwm.
Llangwm est un village et une communauté du borough de comté de Conwy, au pays de Galles.
Il est situé dans le sud-est du borough de comté, près de la frontière du Gwynedd et du Denbighshire. Au recensement de 2011, la communauté de Llangwm comptait 470 habitants.